# 三木肇
三木 肇（みき はじめ、1977年4月25日 - ）は、大阪府大阪市住之江区出身の元プロ野球選手（内野手、右投両打）、プロ野球監督。
弟に元プロ野球選手の三木仁がいる。
2020年シーズンに東北楽天ゴールデンイーグルスの一軍監督を務め、2025年シーズンより再び務める。

## 経歴

### プロ入り前
浜寺ボーイズで遊撃手となり、上宮高校時代は高校通算23本塁打を記録した強打者として知られ、2年夏の府大会では同期・大場豊千 - 的場直樹のバッテリーを擁して準決勝へ進むが、金城龍彦 - 藤井彰人がバッテリーを組んだ近大付高に大敗し、3年夏は府大会ベスト8。1995年のドラフト会議で福留孝介（近鉄が指名権獲得）・澤井良輔（ロッテが指名権獲得）と、くじに敗れたヤクルトが1位指名（外れの外れ1位）を受け、入団。

### プロ時代
2001年には79試合に出場するも、シーズン打率は2割を切り、首脳陣の評価を得るには至らなかった。
2002年以降は城石憲之の台頭や、野口祥順の成長、田中浩康らの入団もあり、内野手の控えの地位すらも固められないシーズンが続いていた。
2004年には打撃開眼を期してスイッチヒッターに転向。この年は26打数7安打を記録。
2005年は11打数4安打とチャンスは少ないもののある程度の結果を残している。
2007年10月9日、代打でプロ最終試合に出場した古田敦也選手兼任監督の代走に起用された。
2008年に川島慶三・橋本義隆・押本健彦との交換トレードで、藤井秀悟・坂元弥太郎と共に北海道日本ハムファイターズへ移籍。同年6月8日、3打数2安打・1四球・二塁打を含む2打点と活躍し、プロ13年目で初となるお立ち台を経験。10月23日付けで現役を引退。

### 引退後

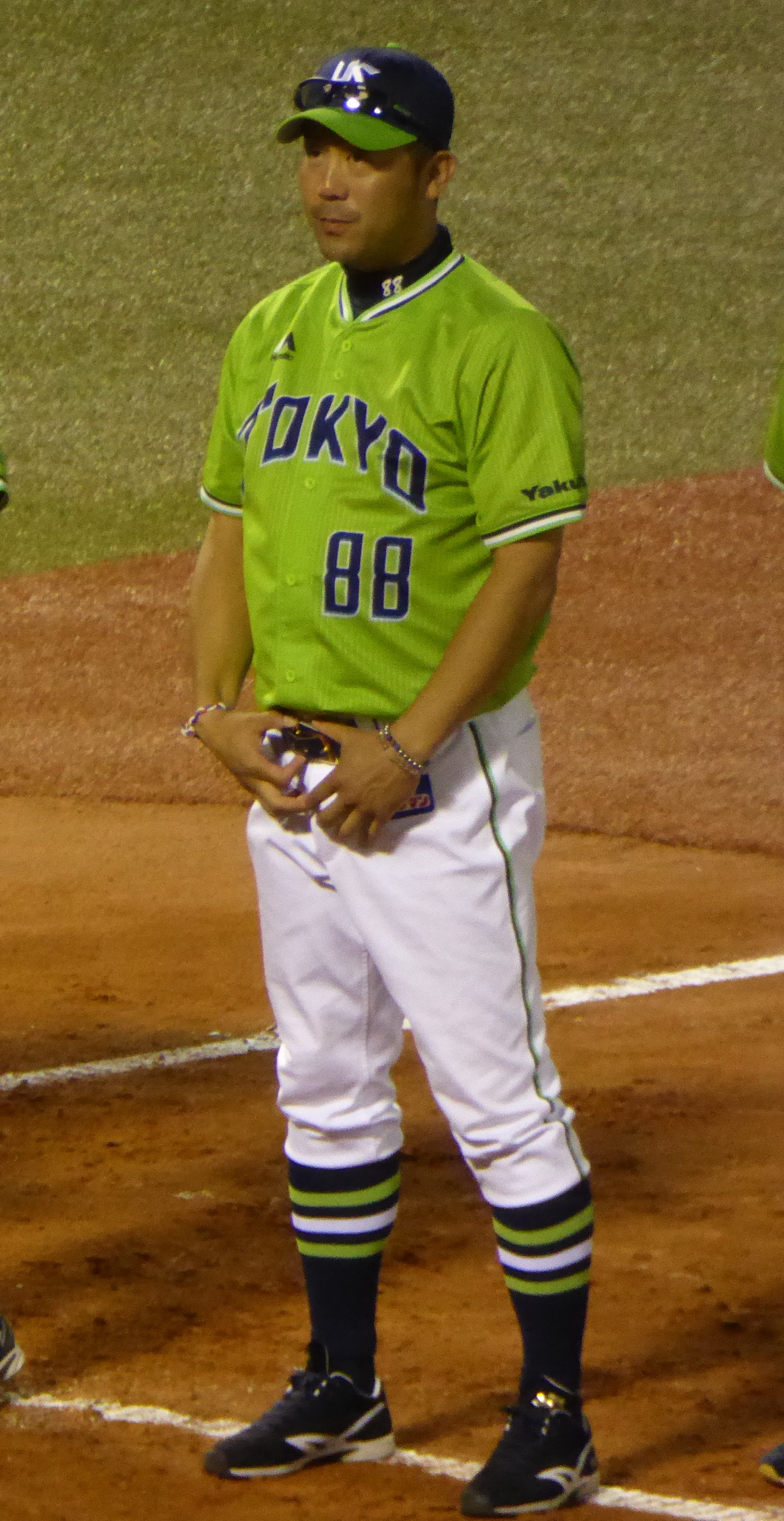
2016年7月10日

引退後は、日本ハムの二軍内野守備走塁コーチに就任。
2012年、一軍内野守備コーチに昇格。
2013年、10月14日に退団することが球団より発表された。
2013年10月23日、2014年シーズンより東京ヤクルトスワローズ二軍内野守備走塁コーチに就任することが発表された。
2015年シーズンは一軍作戦兼内野守備走塁コーチに昇格。
2016年シーズンは一軍ヘッド兼内野守備走塁コーチに昇格。
2017年シーズンは一軍ヘッドコーチ専任。
2018年シーズンからは二軍チーフコーチに配置転換。
2019年より東北楽天ゴールデンイーグルスの二軍監督を務め、10月11日、2020年からの一軍監督就任が球団より発表された。なお野手出身監督で、現役時代の59安打での一軍監督は、前楽天監督の平石洋介の37安打、元阪急ブレーブス、日本ハムファイターズ監督の上田利治の56安打に続いての少ない記録である。
2021年より東北楽天ゴールデンイーグルスの二軍監督に配置転換される。一軍監督が役職を降格して同一チームに残る異例の人事となった。
2024年10月10日、今江敏晃の退任に伴い翌2025年シーズンより再び楽天の一軍監督を務めることが報じられた。打撃コーチに渡辺浩司、外野守備走塁コーチに川名慎一、打撃兼野手コーチ補佐に森岡良介を招聘した。

## 選手としての特徴・人物
堅実な守備と俊足が武器の両打ちの内野手。現役時代は守備・走塁のスペシャリストとして活躍した。
“厳しくも温かい母親のような選手愛”を持っているとファンから比喩され、「三木ママ」の愛称で親しまれている。

## 指導者として
「選手と指導者が共に成長すること」をモットーにしており、三木は「選手が成長できるように話し合いながら手助けし、選手からいろんな話を聞かせてもらって、指導者の自分も成長していきたい。そのようにしながらチームを強くしていきたい」と語っている。
指導者として大切なことに「選手と1対1で話せる関係性を作る」、「選手をしっかり観察する」ということを挙げている。三木は「コーチにとって選手は対何人だけど、選手にとっては対1人のコーチ。だから、その選手の専属コーチだと思って相談にも乗るし、助言もしていくから必然と個々にかける言葉も変わってくる。あと、選手にとって良いきっかけを作ることも必要。そのためにもポイントできっかけとなる言葉をかけることができたらいい。だから、コーチとしてしっかり選手を観察するということを頭に置いている。選手に言ったから良いのではなく、自分が言ったことがちゃんと伝わったかどうかが大事」と語っている。
現役時代にヤクルトの監督を務めた野村克也、若松勉、古田敦也の影響を受けており、その中でも、特に根底にあるのが野村の指導であるという。「（自分の）指導者としての考えの基礎になっている。野村さんから教わったことは今でもすごく後押ししてくれるし、自分を支えてくれている」と語っている。
日本ハムコーチ時代は内野守備・走塁コーチとして当時若手であった中田翔、中島卓也らに基礎を築かせた。また、ヤクルトコーチ時代は山田哲人らの育成に貢献したことで知られる。
日本ハムコーチ時代は、当時プロ1、2年目であった中島卓也に対し「お前は1億円プレイヤーになれる」と声をかけ、その言葉を励みに努力した中島は徐々に遊撃手のレギュラーに定着。2016年には全試合出場を果たし、日本一に貢献するなどリーグ屈指の選手に成長。オフには三木の言葉通り1億円プレイヤーとなっている。

## 詳細情報

### 年度別打撃成績
| 年 度      | 球 団      | 試 合 | 打 席 | 打 数 | 得 点 | 安 打 | 二 塁 打 | 三 塁 打 | 本 塁 打 | 塁 打 | 打 点 | 盗 塁 | 盗 塁 死 | 犠 打 | 犠 飛 | 四 球 | 敬 遠 | 死 球 | 三 振 | 併 殺 打 | 打 率 | 出 塁 率 | 長 打 率 | O P S |
| ---------- | ---------- | ----- | ----- | ----- | ----- | ----- | -------- | -------- | -------- | ----- | ----- | ----- | -------- | ----- | ----- | ----- | ----- | ----- | ----- | -------- | ----- | -------- | -------- | ----- |
| 1997       | ヤクルト   | 19    | 7     | 7     | 3     | 0     | 0        | 0        | 0        | 0     | 0     | 0     | 0        | 0     | 0     | 0     | 0     | 0     | 3     | 0        | .000  | .000     | .000     | .000  |
| 1998       | ヤクルト   | 4     | 0     | 0     | 1     | 0     | 0        | 0        | 0        | 0     | 0     | 1     | 0        | 0     | 0     | 0     | 0     | 0     | 0     | 0        | ----  | ----     | ----     | ----  |
| 1999       | ヤクルト   | 5     | 8     | 7     | 0     | 0     | 0        | 0        | 0        | 0     | 0     | 0     | 0        | 0     | 0     | 1     | 1     | 0     | 4     | 0        | .000  | .125     | .000     | .125  |
| 2000       | ヤクルト   | 16    | 13    | 11    | 1     | 2     | 0        | 0        | 0        | 2     | 0     | 0     | 0        | 2     | 0     | 0     | 0     | 0     | 3     | 0        | .182  | .182     | .182     | .364  |
| 2001       | ヤクルト   | 79    | 87    | 71    | 18    | 9     | 1        | 0        | 1        | 13    | 3     | 8     | 0        | 11    | 0     | 5     | 0     | 0     | 17    | 1        | .127  | .184     | .183     | .367  |
| 2002       | ヤクルト   | 45    | 113   | 100   | 9     | 24    | 3        | 0        | 0        | 27    | 7     | 7     | 1        | 5     | 0     | 7     | 0     | 1     | 23    | 1        | .240  | .296     | .270     | .566  |
| 2003       | ヤクルト   | 26    | 8     | 7     | 4     | 1     | 0        | 0        | 0        | 1     | 0     | 4     | 1        | 1     | 0     | 0     | 0     | 0     | 2     | 0        | .143  | .143     | .143     | .286  |
| 2004       | ヤクルト   | 43    | 29    | 26    | 10    | 7     | 0        | 0        | 1        | 10    | 1     | 0     | 0        | 0     | 0     | 2     | 0     | 1     | 8     | 0        | .269  | .345     | .385     | .729  |
| 2005       | ヤクルト   | 23    | 11    | 11    | 4     | 4     | 0        | 1        | 0        | 6     | 1     | 1     | 0        | 0     | 0     | 0     | 0     | 0     | 2     | 0        | .364  | .364     | .545     | .909  |
| 2006       | ヤクルト   | 59    | 27    | 27    | 5     | 4     | 0        | 0        | 0        | 4     | 0     | 8     | 3        | 0     | 0     | 0     | 0     | 0     | 7     | 0        | .148  | .148     | .148     | .296  |
| 2007       | ヤクルト   | 23    | 9     | 8     | 3     | 0     | 0        | 0        | 0        | 0     | 0     | 1     | 1        | 1     | 0     | 0     | 0     | 0     | 3     | 1        | .000  | .000     | .000     | .000  |
| 2008       | 日本ハム   | 17    | 31    | 28    | 5     | 8     | 2        | 0        | 0        | 10    | 2     | 0     | 1        | 1     | 0     | 2     | 0     | 0     | 7     | 0        | .286  | .333     | .357     | .690  |
| 通算：12年 | 通算：12年 | 359   | 343   | 303   | 63    | 59    | 6        | 1        | 2        | 73    | 14    | 30    | 7        | 21    | 0     | 17    | 1     | 2     | 79    | 3        | .195  | .242     | .241     | .483  |

### 年度別監督成績
| 年 度     | 球 団     | 順 位     | 試 合 | 勝 利 | 敗 戦 | 引 分 | 勝 率 | ゲ ｜ ム 差 | 本 塁 打   | 打 率      | 防 御 率   | 年 齡      |
| --------- | --------- | --------- | ----- | ----- | ----- | ----- | ----- | ----------- | ---------- | ---------- | ---------- | ---------- |
| 2020年    | 楽天      | 4位       | 120   | 55    | 57    | 8     | .491  | 16.5        | 112        | .258       | 4.19       | 43歳       |
| 通算：1年 | 通算：1年 | 通算：1年 | 120   | 55    | 57    | 8     | .491  | Bクラス1回  | Bクラス1回 | Bクラス1回 | Bクラス1回 | Bクラス1回 |

### 表彰
- JA全農Go・Go賞（好走塁賞：2002年4月）

### 記録
初記録
- 初出場：1997年4月5日、対読売ジャイアンツ2回戦（東京ドーム）、9回表に秦真司の代走で出場
- 初盗塁：1998年4月4日、対読売ジャイアンツ2回戦（明治神宮野球場）、9回裏に二盗（投手：バルビーノ・ガルベス、捕手：杉山直輝）
- 初先発出場：1999年10月4日、対広島東洋カープ26回戦（広島市民球場）、「8番・二塁手」で先発出場
- 初安打：2000年5月25日、対広島東洋カープ12回戦（広島市民球場）、2回表に高橋建から遊撃内野安打
- 初本塁打・初打点：2001年8月15日、対横浜ベイスターズ18回戦（明治神宮野球場）、8回裏に中野渡進から右越2ラン

### 背番号
- 35（1996年 - 2007年）
- 33（2008年）
- 85（2009年 - 2013年）
- 88（2014年 - ）